# Majestical Parade
Majestical Parade è il sesto album studio del gruppo giapponese Nightmare, pubblicato il 13 maggio 2009 in tre diverse versioni: una solo con CD,una con CD+DVD e infine un'edizione limitata di CD+DVD+Photo book. La sesta canzone "MELODY" è stata pubblicata come un singolo con download limitato sulla homepage DWANGO. L'album raggiunse la 3ª posizione nella classifica Oricon.

## Tracce
1. Parade – 3:04
2. Can you do it? – 4:31
3. Mr. Trash music – 2:56
4. NAKED LOVE – 4:07
5. MASQERADE – 4:42
6. MELODY – 4:34
7. Cynical Re:actor – 4:08
8. Gianism Kyuu – 2:38
9. Nothing you lose – 4:33
10. Lost in Blue – 4:16
11. Simple Life – 5:04
12. Chronicle – 4:57

## Singoli
- Lost in Blue

Pubblicato: 17 settembre 2008
Posizione nella classifica Oricon: 4°
- NAKED LOVE

Pubblicato: 3 dicembre 2008
Posizione nella classifica Oricon: 5°
- MELODY

Pubblicato: 29 aprile 2009
Posizione nella classifica Oricon: pubblicato solo su internet
Lost in Blue e NAKED LOVE sono state usate rispettivamente come sigla d'apertura e chiusura dell'anime Moryo no Hako.

## Musicisti
- Tomiyasu Tohru: Tamburi tuner
- Tooru Yashida: Tastiere
- Sasaki Shiro: Corno, Tromba
- Kazuki Katsuta: Sax
- KAWAI Kawaba: Trombone
- Miwa Gardner: Voce femminile
- Shinobu: Manipolatore
- Takayuki Kurihara: Manipolatore